# Chionaspis montanoides
Chionaspis montanoides är en insektsart som beskrevs av Tang 1986. Chionaspis montanoides ingår i släktet Chionaspis och familjen pansarsköldlöss. Inga underarter finns listade i Catalogue of Life.